# Star Wars: L'erede dei Jedi
Star Wars: L'erede dei Jedi (Star Wars: Heir to the Jedi), noto anche come L'erede dei Jedi, è un romanzo di fantascienza di Kevin Hearne, ambientato nell'universo di Guerre stellari, pubblicato il 3 marzo 2015. Situato tra il film Una nuova speranza e L'Impero colpisce ancora, segue le prime avventure di Luke Skywalker dopo la distruzione della Morte Nera. Il romanzo è considerato canonico ed è il terzo da quando la Lucasfilm ha ridefinito il canone nell'aprile 2014. Il romanzo è stato pubblicato il italiano il 27 ottobre 2016.
L'erede dei Jedi è scritto in prima persona, con Luke come voce narrante; è solo il secondo romanzo di Guerre stellari con questo stile narrativo (il primo è un romanzo del 1997 facente parte dell'universo espanso).

## Accoglienza e critica
L'erede dei Jedi ha debuttato tra i "Best Sellers" del The New York Times nell'edizione cartacea del 22 marzo 2015.